# Élection présidentielle polonaise de 2025
L’élection présidentielle polonaise de 2025 (en polonais : Wybory prezydenckie w Polsce w 2025 roku), huitième élection présidentielle de la Troisième République, se tient les 18 mai et 1er juin 2025 afin d'élire le président de la république de Pologne pour un mandat de cinq ans.
Le président sortant Andrzej Duda — élu et réélu en 2015 et 2020 sous les couleurs du parti national-conservateur Droit et justice — n'est pas éligible pour un troisième mandat. Depuis les élections parlementaires de 2023, il se trouve en situation de cohabitation avec le président du Conseil, Donald Tusk, à la tête du parti libéral et pro-européen Plate-forme civique (PO).
Maire PO de Varsovie et candidat malheureux à l'élection présidentielle de 2020 face à Duda, Rafał Trzaskowski se présente à nouveau avec le soutien de la Coalition civique. Longtemps donné favori du scrutin, il arrive de justesse en tête du premier tour, dans un contexte de forte poussée de l'extrême droite, puis est battu au second tour par l'historien nationaliste Karol Nawrocki, soutenu par Droit et justice, qui l'emporte avec 50,89 % des voix.
Cette élection présidentielle enregistre un taux de participation inédit sous la Troisième République. En pourcentage, le second tour est le plus serré de l'histoire du pays. Pour la troisième fois consécutive, le candidat libéral est par ailleurs battu, prolongeant ainsi la situation de cohabitation avec Donald Tusk.

## Contexte

### Élection présidentielle de 2020

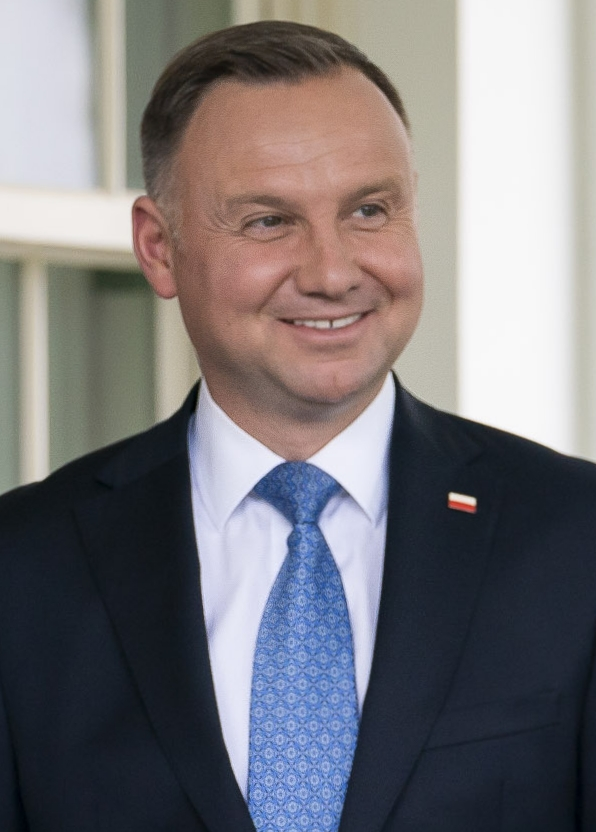
Andrzej Duda en 2020.

L'élection présidentielle de 2020 voit la victoire du président sortant Andrzej Duda, soutenu par Droit et justice. Initialement prévu les 10 et 24 mai 2020, le scrutin est fortement marqué par la pandémie de Covid-19, qui touche alors le pays. La proposition du Gouvernement Morawiecki II de maintenir l’élection à la date prévue en l’organisant uniquement par voie postale suscite une vive polémique, l'opposition dénonçant les capacités inégales de faire campagne du président sortant et des autres candidats dans le contexte d'un confinement de la population. Le scrutin est finalement reporté de sept semaines à la suite d’un compromis au sein de la coalition au pouvoir puis du vote favorable de l'opposition, grâce notamment au contrôle du Sénat par cette dernière.
Le premier tour connait une forte hausse de la participation malgré la crise sanitaire. Andrzej Duda et le maire de Varsovie, Rafał Trzaskowski, issu de Plate-forme civique, se qualifient pour le second tour. Duda l'emporte avec plus de 51 % des suffrages exprimés, dans un contexte de nouvelle hausse de la participation. En pourcentage, cette élection présidentielle est alors la plus serrée de l'histoire de la Pologne.
La réélection d'Andrzej Duda permet au PiS de continuer à bénéficier de son veto présidentiel, que seule une majorité qualifiée des trois cinquièmes des députés permet de passer outre.

### Élection parlementaires de 2023

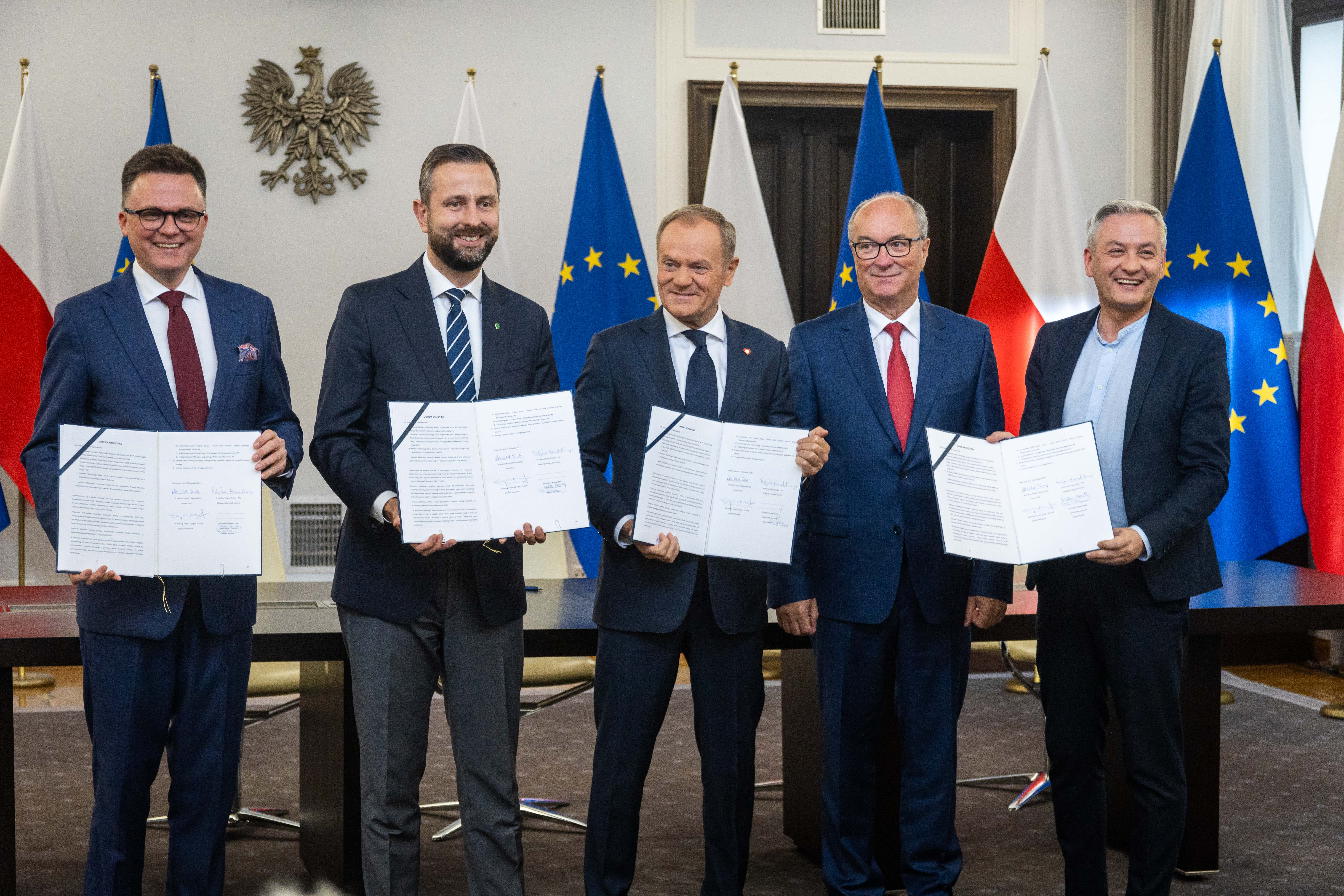
Les dirigeants de l'opposition centriste présentant leur accord de coalition le 10 novembre 2023.

Les élections parlementaires du 15 octobre 2023 connaissent une forte hausse de la participation, qui atteint 74 % des inscrits. Il s'agit du taux le plus élevé qu'ait connu le pays depuis la chute du communisme et le rétablissement de la démocratie en 1989,.
La coalition Droite unie, menée par le PiS, arrive à nouveau en tête mais essuie un important recul qui lui fait perdre la majorité absolue des sièges qu'elle détenait à la Diète.
Arrivée deuxième, la Coalition civique se retrouve en position de provoquer une alternance en formant une alliance avec les coalitions La Gauche et Troisième voie,. Les trois coalitions d'opposition présentent au président Duda la candidature de Tusk à la fonction de président du Conseil. En décembre, la candidature de Donald Tusk est approuvée par la Diète et le nouveau gouvernement obtient la confiance par 248 voix pour et 201 contre avec 248 voix pour et 201 contre,,,.

### Cohabitation commencée en 2023

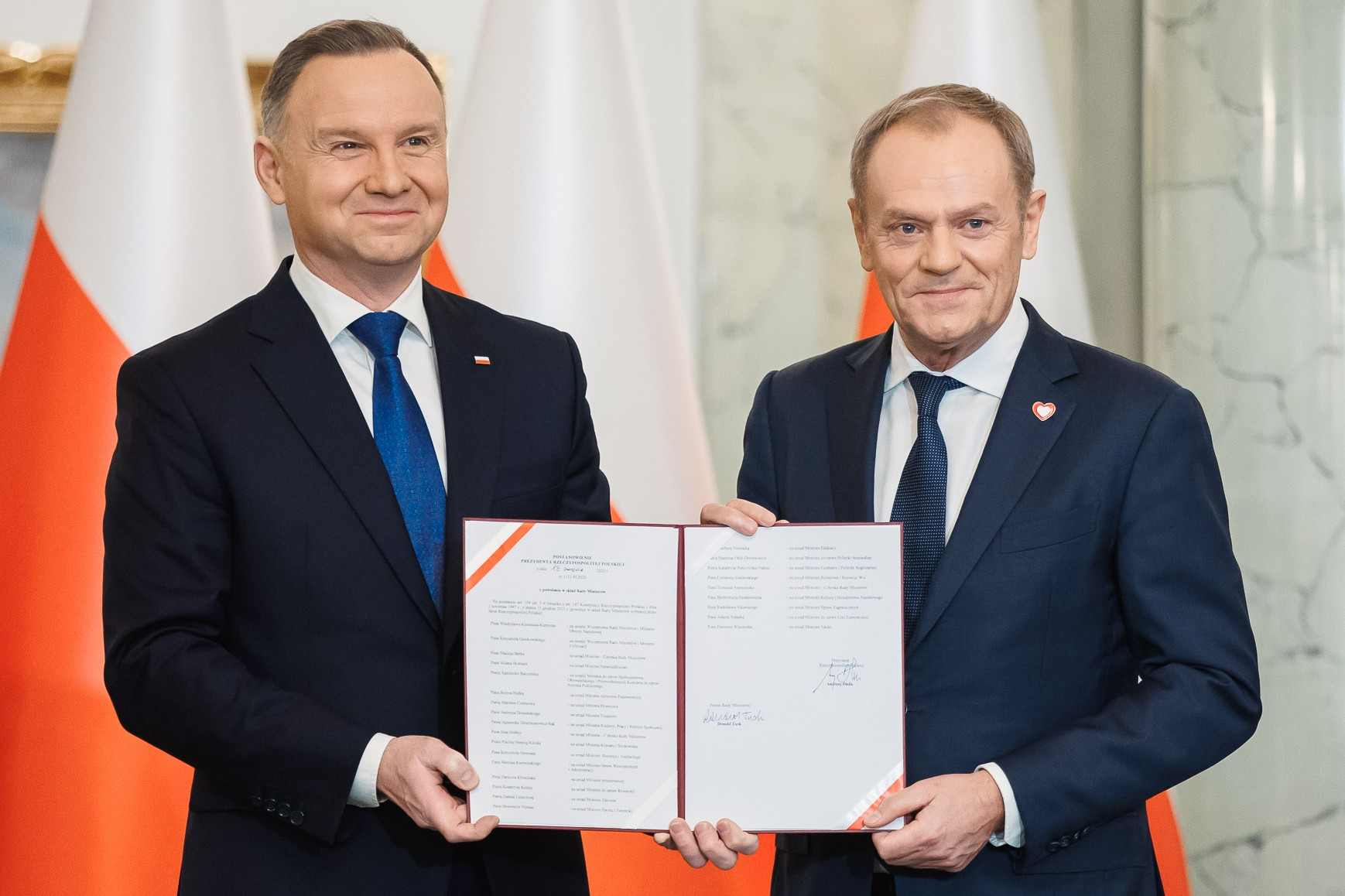
Andrzej Duda et Donald Tusk.

Au moment de l'élection présidentielle, Andrzej Duda a utilisé sept fois au total son veto et sa possibilité de renvoyer un texte législatif devant le Tribunal constitutionnel, notamment concernant les réformes des médias publics et autorités judiciaires. Des tensions apparaissent également entre le gouvernement Tusk et le pouvoir judiciaire,,.
Par ailleurs, des divergences se font jour au sein de la coalition hétéroclite formée par Donald Tusk, en particulier sur les questions migratoires et d'avortement, renforçant le sentiment d'impuissance du gouvernement et participant à son impopularité. Lors de la présidence du Conseil de l'Union européenne du premier semestre 2025, Donald Tusk veille à n'engager aucun débat pouvant nuire au candidat libéral en vue du scrutin.

## Mode de scrutin

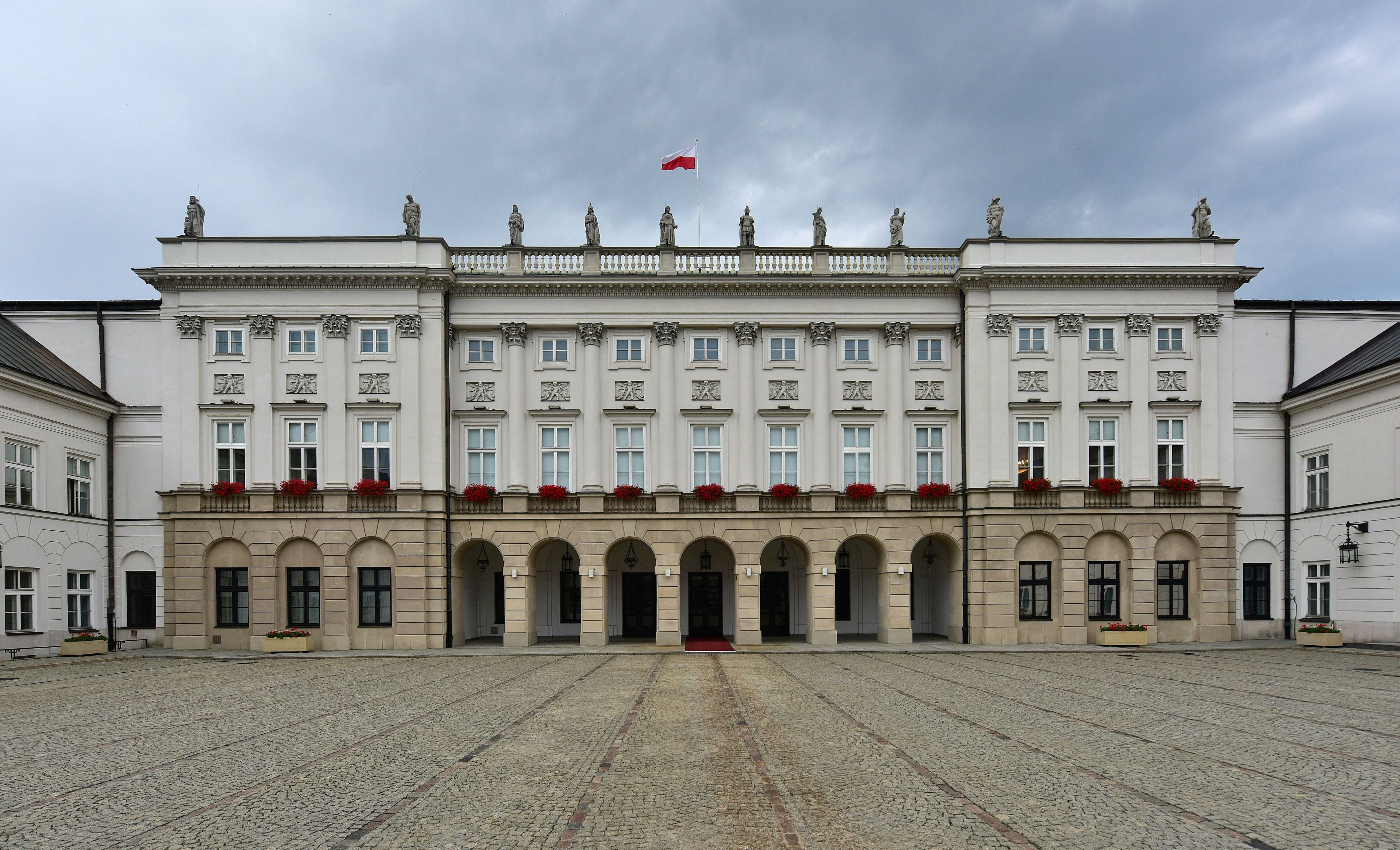
Le palais présidentiel, à Varsovie.

La Constitution prévoit que le président de la république de Pologne est élu au scrutin uninominal majoritaire à deux tours par les citoyens polonais pour un mandat de cinq ans, renouvelable une seule fois.
Le chef de l’État ne dispose pas de pouvoirs étendus, contrairement au président du Conseil des ministres. Il est le chef des forces armées polonaises, représente la Pologne en son sein comme à l'étranger, ratifie les accords internationaux, nomme les membres du gouvernement et ratifie les lois. En matière législative, il peut imposer son droit de veto sur une loi adoptée par le Parlement et qui ne peut être levé par la chambre basse qu'à la majorité qualifiée des trois cinquièmes, et peut aussi renvoyer un texte devant le Tribunal constitutionnel pour un « contrôle préventif ». Il est le « gardien » de la continuité de l'État et du respect de la Constitution.

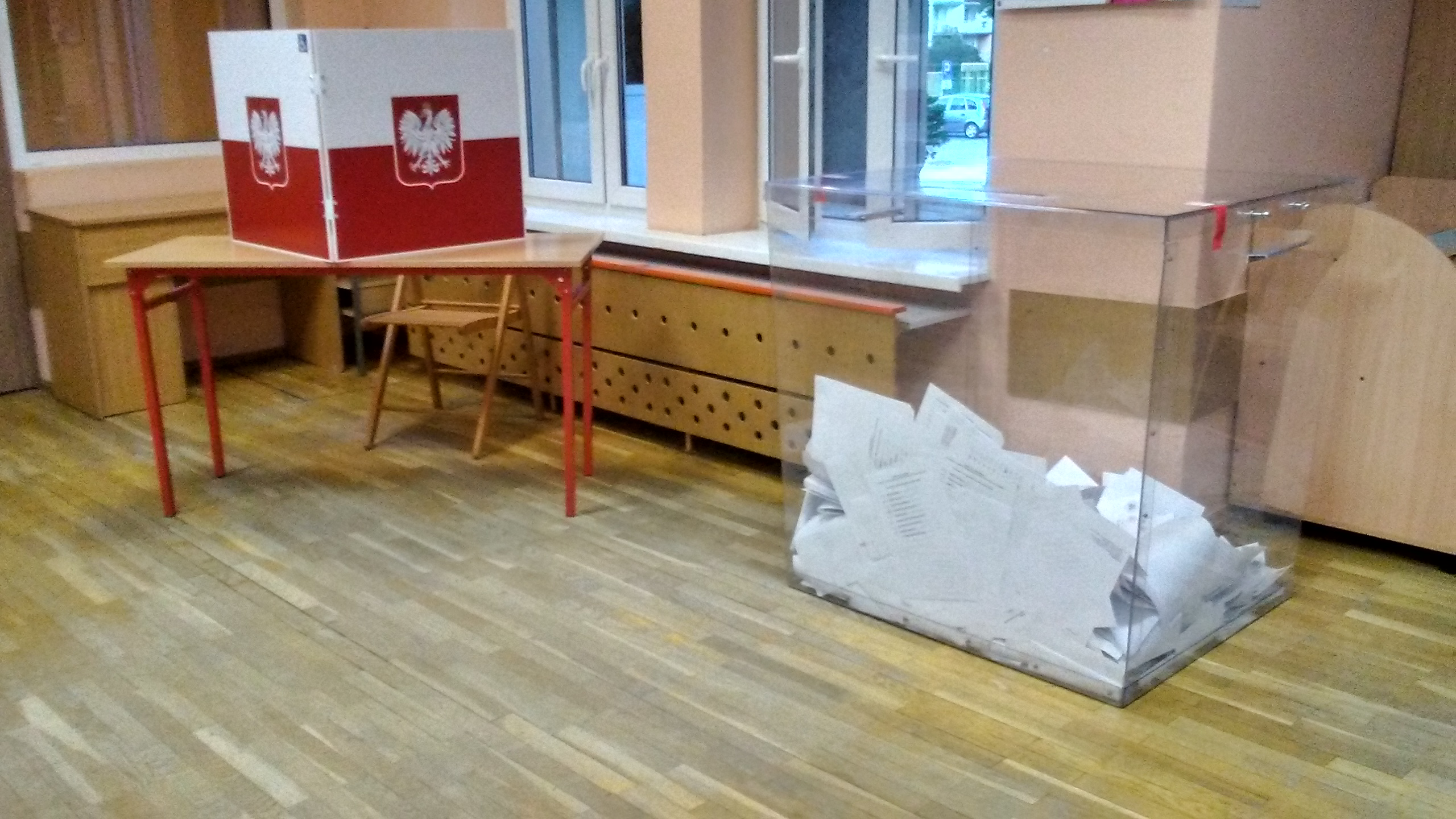
Urne électorale lors du premier tour de scrutin (28 juin 2020).

Conformément à l'article 128 de la Constitution, l'élection présidentielle est organisée au cours d'un jour non travaillé placé entre le soixante-quinzième et le centième jour précédent la fin du mandat du président de la République, un second tour éventuel pouvant être organisé deux semaines plus tard. Le choix de la date revient au président de la Diète (Sejm).
Les candidats à l'élection présidentielle doivent se faire connaître auprès de la Commission électorale nationale cinquante-cinq jours avant le scrutin, en ayant réuni 1 000 signatures d'électeurs en leur faveur. Représentés par un comité électoral d'au moins 15 membres, ils ont ensuite dix jours pour collecter cette fois 100 000 signatures de soutien. Les candidats doivent avoir au minimum 35 ans au jour de l'élection. Les candidats nés avant le 1er août 1972 doivent par ailleurs s'être soumis aux obligations liées à la lustration.

## Campagne
La campagne de Karol Nawrocki souffre de révélations sur son passé. Il s'entretient avec Donald Trump, président des États-Unis, le 1er mai 2025 à la Maison-Blanche, alors que l'administration américaine lui renouvelle son soutien par la suite, ce qui lui permet de se poser comme un garant de la sécurité du pays face à la Russie et en critique de la « politique anti-américaine de l’Union européenne ». Il rencontre d'autres personnalités sur cette ligne, telles que le Roumain George Simion,,.
Dans l'entre-deux-tours, les deux finalistes sollicitent les électeurs du troisième homme, le conservateur-libéral d'extrême droite Sławomir Mentzen, qui a reçu les suffrages de nombreux jeunes urbains et opposants à l’establishment. À tour de rôle, ils participent à un entretien animé par Sławomir Mentzen sur sa chaîne YouTube. Karol Nawrocki signe la déclaration en huit points rédigée par ce dernier, s'engageant notamment à s'opposer à toute augmentation d'impôts, à l'envoi de soldats polonais en Ukraine et à l’entrée de l’Ukraine dans l'OTAN,,.

## Résultats

### Participation

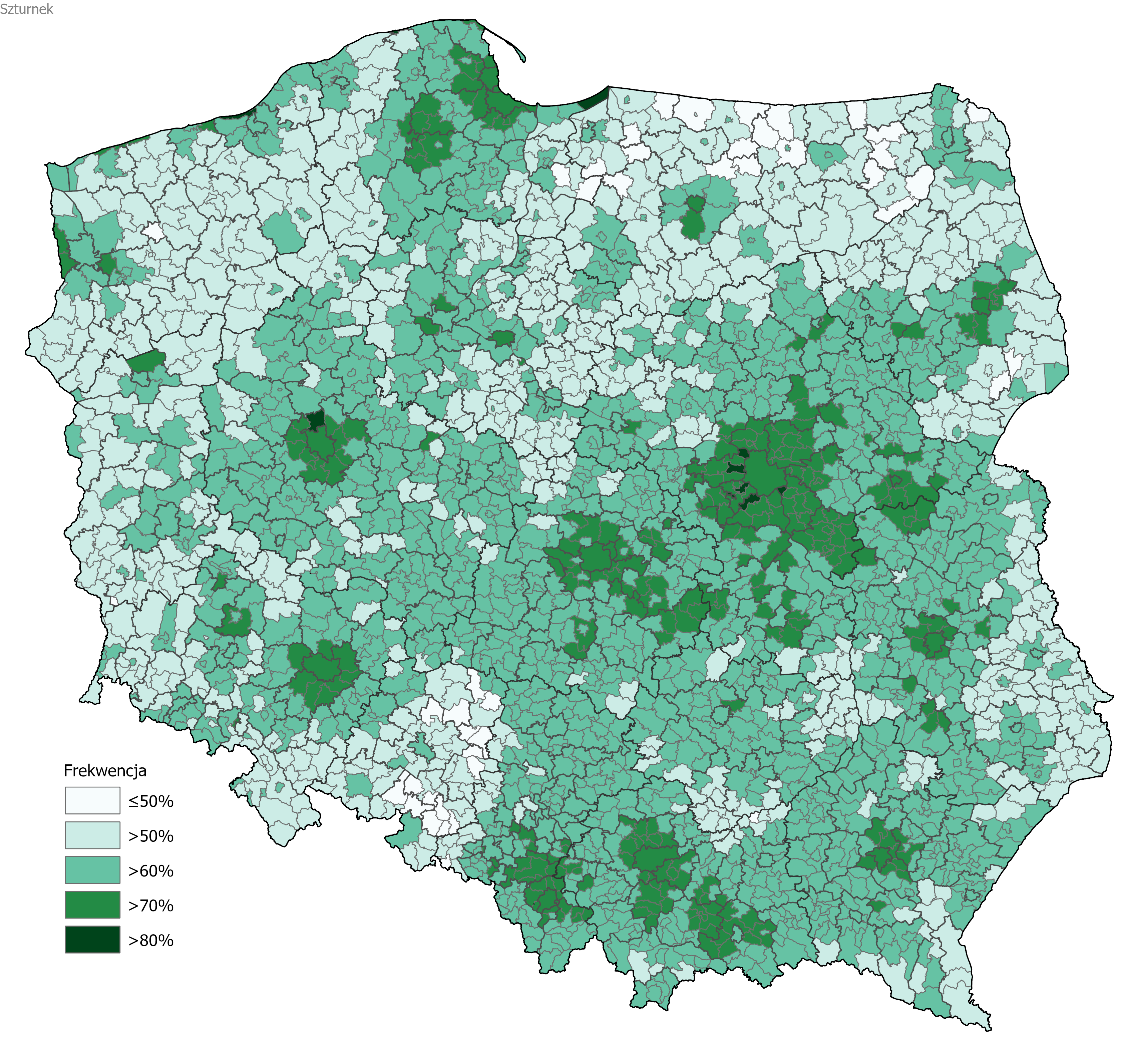
Participation au premier tour par gmina.

Augmentation ou diminution de la participation par rapport à l'élection présidentielle polonaise de 2020.
| Heure (CEST)                             | Premier tour            | Second tour               |
| ---------------------------------------- | ----------------------- | ------------------------- |
| 12:00                                    | 20.28% ( 4.45%)         | 24.83% ( 0.10%)           |
| 17:00                                    | 50.69% ( 1.41%)         | 54.91% ( 2.81%)           |
| Final                                    | 67.31% ( 2.80%)         | 71.63% ( 3.45%)           |
| Agglomération                            | Premier tour            | Second tour               |
| Aires urbaines                           | 68.34% ( 2.40%)         | 72.84% ( 3.80%)           |
| Zone rurale                              | 64.78% ( 3.02%)         | 69.04% ( 2.64%)           |
| Amplitude                                | Premier tour            | Second tour               |
| Plus haute participation par gmina       | Krynica Morska (83.51%) | Krynica Morska (88.38%)   |
| Plus basse participation par gmina       | Zębowice (41.61%)       | Lasowice Wielkie (47.67%) |
|                                          |                         |                           |
| Source : Commission électorale nationale |                         |                           |

### Résultats nationaux
| Candidats              | Candidats              | Partis                 | Premier tour | Premier tour | Second tour | Second tour |  |
| Candidats              | Candidats              | Partis                 | Voix         | %            | Voix        | %           |  |
| ---------------------- | ---------------------- | ---------------------- | ------------ | ------------ | ----------- | ----------- |  |
|                        | Rafał Trzaskowski      | KO                     | 6 147 797    | 31,36        | 10 237 286  | 49,11       |  |
|                        | Karol Nawrocki         | PiS                    | 5 790 804    | 29,54        | 10 606 877  | 50,89       |  |
|                        | Sławomir Mentzen       | Confédération          | 2 902 448    | 14,81        |             |             |  |
|                        | Grzegorz Braun         | KKP                    | 1 242 917    | 6,34         |             |             |  |
|                        | Szymon Hołownia        | PL2050                 | 978 901      | 4,99         |             |             |  |
|                        | Adrian Zandberg        | Ensemble               | 952 832      | 4,86         |             |             |  |
|                        | Magdalena Biejat       | La Gauche              | 829 361      | 4,23         |             |             |  |
|                        | Krzysztof Stanowski    | Indépendant            | 243 479      | 1,24         |             |             |  |
|                        | Joanna Senyszyn        | Indépendante           | 214 198      | 1,09         |             |             |  |
|                        | Marek Jakubiak         | FdR                    | 150 698      | 0,77         |             |             |  |
|                        | Artur Bartoszewicz     | Indépendant            | 95 640       | 0,49         |             |             |  |
|                        | Maciej Maciak          | Indépendant            | 36 371       | 0,19         |             |             |  |
|                        | Marek Woch             | BS                     | 18 338       | 0,09         |             |             |  |
|                        |                        |                        |              |              |             |             |  |
| Votes valides          | Votes valides          | Votes valides          | 19 603 784   | 99,56        | 20 833 163  | 99,10       |  |
| Votes blancs et nuls   | Votes blancs et nuls   | Votes blancs et nuls   | 85 813       | 0,44         | 189 294     | 0,90        |  |
| Total                  | Total                  | Total                  | 19 689 597   | 100          | 21 022 457  | 100         |  |
| Abstention             | Abstention             | Abstention             | 9 562 743    | 32,69        | 8 530 559   | 28,37       |  |
| Inscrits/Participation | Inscrits/Participation | Inscrits/Participation | 29 252 340   | 67,31        | 29 363 722  | 71,63       |  |

### Résultats détaillés par voïvodie

#### Premier tour

Moyenne lissée des sondages sur le premier tour

| Voïvodie                                 | Trzaskowski KO | Trzaskowski KO | Nawrocki PiS | Nawrocki PiS | Mentzen Konfederacja | Mentzen Konfederacja | Braun KKP | Braun KKP | Hołownia TD | Hołownia TD | Zandberg Razem | Zandberg Razem | Biejat Lewica | Biejat Lewica | Stanowski (en) Ind. | Stanowski (en) Ind. | Senyszyn SLD (en) | Senyszyn SLD (en) | Jakubiak (en) WR (en) | Jakubiak (en) WR (en) | Bartoszewicz (en) Ind. | Bartoszewicz (en) Ind. | Maciak (en) MDiP (en) | Maciak (en) MDiP (en) | Woch (en) BS (en) | Woch (en) BS (en) |      |
| Voïvodie                                 | Votes          | %              | Votes        | %            | Votes                | %                    | Votes     | %         | Votes       | %           | Votes          | %              | Votes         | %             | Votes               | %                   | Votes             | %                 | Votes                 | %                     | Votes                  | %                      | Votes                 | %                     | Votes             | %                 |      |
| ---------------------------------------- | -------------- | -------------- | ------------ | ------------ | -------------------- | -------------------- | --------- | --------- | ----------- | ----------- | -------------- | -------------- | ------------- | ------------- | ------------------- | ------------------- | ----------------- | ----------------- | --------------------- | --------------------- | ---------------------- | ---------------------- | --------------------- | --------------------- | ----------------- | ----------------- | ---- |
| Voïvodie                                 | Basse-Silésie  | 519,319        | 36.52        | 362,779      | 25.51                | 192,749              | 13.56     | 77,921    | 5.48        | 66,643      | 4.69           | 80,976         | 5.70          | 66,320        | 4.66                | 17,430              | 1.23              | 17,342            | 1.22                  | 2,717                 | 0.68                   | 6,727                  | 0.47                  | 2,717                 | 0.19              | 1,249             | 0.09 |
| Couïavie-Poméranie                       | 339,442        | 35.63          | 251,323      | 26.38        | 141,713              | 14.87                | 49,699    | 5.22      | 49,495      | 5.19        | 41,052         | 4.31           | 44,077        | 4.63          | 12,039              | 1.26                | 10,304            | 1.08              | 2,087                 | 0.67                  | 4,296                  | 0.45                   | 2,087                 | 0.22                  | 879               | 0.09              |      |
| Lublin                                   | 213,269        | 20.65          | 402,906      | 39.02        | 170,886              | 16.55                | 96,862    | 9.38      | 44,662      | 4.32        | 36,471         | 3.53           | 28,625        | 2.77          | 10,828              | 1.05                | 9,009             | 0.87              | 2,143                 | 0.93                  | 5,551                  | 0.54                   | 2,143                 | 0.21                  | 1,811             | 0.18              |      |
| Lubusz                                   | 183,321        | 40.49          | 105,266      | 23.25        | 64,452               | 14.23                | 25,954    | 5.73      | 22,352      | 4.94        | 18,325         | 4.05           | 17,529        | 3.87          | 5,159               | 1.14                | 4,520             | 1.00              | 779                   | 0.58                  | 2,133                  | 0.47                   | 779                   | 0.17                  | 383               | 0.08              |      |
| Łódź                                     | 377,192        | 30.27          | 400,817      | 32.17        | 172,049              | 13.81                | 75,641    | 6.07      | 58,080      | 4.66        | 56,702         | 4.55           | 56,981        | 4.57          | 15,248              | 1.22                | 13,629            | 1.09              | 2,391                 | 0.82                  | 6,133                  | 0.49                   | 2,391                 | 0.19                  | 1,043             | 0.08              |      |
| Petite-Pologne                           | 445,859        | 24.41          | 643,054      | 35.21        | 295,847              | 16.20                | 120,425   | 6.59      | 89,634      | 4.91        | 99,552         | 5.45           | 63,052        | 3.45          | 22,519              | 1.23                | 18,951            | 1.04              | 2,845                 | 0.82                  | 8,090                  | 0.44                   | 2,845                 | 0.16                  | 1,592             | 0.09              |      |
| Mazovie                                  | 957,329        | 31.52          | 897,133      | 29.53        | 409,064              | 13.47                | 170,378   | 5.61      | 150,536     | 4.96        | 168,936        | 5.56           | 151,315       | 4.98          | 42,731              | 1.41                | 38,173            | 1.26              | 4,944                 | 0.94                  | 15,830                 | 0.52                   | 4,944                 | 0.16                  | 2,736             | 0.09              |      |
| Opole                                    | 148,253        | 35.59          | 107,179      | 25.73        | 63,664               | 15.28                | 26,750    | 6.42      | 23,534      | 5.65        | 16,984         | 4.08           | 14,838        | 3.56          | 5,116               | 1.23                | 3,976             | 0.95              | 936                   | 0.68                  | 2,107                  | 0.51                   | 936                   | 0.22                  | 408               | 0.10              |      |
| Basses-Carpates                          | 188,299        | 17.90          | 449,871      | 42.77        | 185,021              | 17.59                | 96,959    | 9.22      | 40,971      | 3.90        | 32,335         | 3.07           | 23,395        | 2.22          | 10,695              | 1.02                | 7,691             | 0.73              | 2,032                 | 0.84                  | 4,824                  | 0.46                   | 2,032                 | 0.19                  | 886               | 0.08              |      |
| Podlachie                                | 130,372        | 23.31          | 199,325      | 35.64        | 95,487               | 17.07                | 43,059    | 7.70      | 32,337      | 5.78        | 20,277         | 3.63           | 16,375        | 2.93          | 6,547               | 1.17                | 4,967             | 0.89              | 1,781                 | 0.80                  | 3,810                  | 0.68                   | 1,781                 | 0.32                  | 399               | 0.07              |      |
| Poméranie                                | 460,423        | 38.05          | 268,441      | 22.19        | 171,136              | 14.14                | 70,843    | 5.85      | 69,922      | 5.78        | 70,843         | 5.85           | 58,120        | 4.80          | 16,683              | 1.38                | 15,856            | 1.31              | 2,052                 | 0.67                  | 5,805                  | 0.48                   | 2,052                 | 0.17                  | 1,165             | 0.10              |      |
| Silésie                                  | 722,469        | 33.37          | 599,900      | 27.71        | 322,362              | 14.89                | 122,604   | 5.66      | 115,554     | 5.34        | 104,539        | 4.83           | 93,143        | 4.30          | 29,062              | 1.34                | 23,672            | 1.09              | 3,948                 | 0.70                  | 10,551                 | 0.49                   | 3,948                 | 0.18                  | 2,090             | 0.10              |      |
| Sainte-Croix                             | 140,322        | 23.73          | 236,151      | 39.94        | 85,188               | 14.41                | 36,923    | 7.94      | 24,745      | 4.18        | 19,749         | 3.34           | 18,283        | 3.09          | 6,035               | 1.02                | 4,996             | 0.84              | 1,121                 | 0.80                  | 2,626                  | 0.44                   | 1,121                 | 0.19                  | 496               | 0.08              |      |
| Varmie-Mazurie                           | 215,229        | 34.56          | 168,158      | 27.00        | 96,346               | 15.47                | 37,144    | 5.96      | 31,510      | 5.06        | 25,111         | 4.03           | 26,577        | 4.27          | 7,187               | 1.15                | 5,983             | 0.96              | 1,250                 | 0.74                  | 3,188                  | 0.51                   | 1,250                 | 0.20                  | 562               | 0.09              |      |
| Grande-Pologne                           | 619,185        | 35.04          | 433,259      | 24.52        | 258,786              | 14.64                | 97,413    | 5.51      | 104,788     | 5.93        | 97,235         | 5.50           | 87,208        | 4.93          | 22,660              | 1.28                | 21,174            | 1.20              | 3,060                 | 0.70                  | 8,353                  | 0.47                   | 3,060                 | 0.17                  | 1,733             | 0.10              |      |
| Poméranie-Occidentale                    | 315,978        | 40.31          | 190,398      | 24.29        | 100,468              | 12.82                | 42,219    | 5.39      | 38,167      | 4.87        | 33,598         | 4.29           | 35,057        | 4.47          | 9,356               | 1.19                | 8,155             | 1.04              | 1,368                 | 0.62                  | 3,562                  | 0.45                   | 1,368                 | 0.17                  | 671               | 0.09              |      |
| Étranger et navires                      | 171,536        | 36.82          | 74,844       | 16.07        | 77,229               | 16.58                | 51,552    | 11.07     | 15,971      | 3.43        | 30,147         | 6.47           | 28,466        | 6.11          | 4,184               | 0.90                | 5,800             | 1.24              | 2,932                 | 0.63                  | 2,054                  | 0.44                   | 917                   | 0.20                  | 235               | 0.05              |      |
| Pologne                                  | 6,147,797      | 31.36          | 5,790,804    | 29.54        | 2,902,448            | 14.81                | 1,242,917 | 6.34      | 962,930     | 4.99        | 952,832        | 4.86           | 829,361       | 4.23          | 243,479             | 1.24                | 214,198           | 1.09              | 150,698               | 0.77                  | 95,640                 | 0.49                   | 36,371                | 0.19                  | 18,338            | 0.09              |      |
| Source : Commission électorale nationale |                |                |              |              |                      |                      |           |           |             |             |                |                |               |               |                     |                     |                   |                   |                       |                       |                        |                        |                       |                       |                   |                   |      |

#### Second tour

Moyenne lissée des sondages sur le second tour

Comme en 2020, les résultats du second tour marquent une forte division entre, d'un côté, l'ouest et les zones urbaines du pays, qui ont préféré Rafał Trzaskowski, et, de l'autre, l'est et les zones plus rurales, ayant majoritairement voté pour le candidat national-conservateur.
| Voïvodie              | Trzaskowski KO | Trzaskowski KO | Nawrocki PiS | Nawrocki PiS |       |
| Voïvodie              | Voix           | %              | Voix         | %            |       |
| --------------------- | -------------- | -------------- | ------------ | ------------ | ----- |
| Voïvodie              | Basse-Silésie  | 850 305        | 55,81        | 673 218      | 44,19 |
| Couïavie-Poméranie    | 539 860        | 53,42          | 470 660      | 46,58        |       |
| Lublin                | 362 053        | 33,46          | 720 119      | 66,54        |       |
| Lubusz                | 281 477        | 58,22          | 201 982      | 41,78        |       |
| Łódź                  | 617 350        | 46,80          | 701 859      | 53,20        |       |
| Petite-Pologne        | 791 494        | 41,13          | 1 132 733    | 58,87        |       |
| Mazovie               | 1 602 996      | 50,28          | 1 585 019    | 49,72        |       |
| Opole                 | 236 992        | 52,98          | 210 321      | 47,02        |       |
| Basses-Carpates       | 318 485        | 28,98          | 780 429      | 71,02        |       |
| Podlachie             | 225 062        | 38,61          | 357 847      | 61,39        |       |
| Poméranie             | 754 823        | 59,13          | 521 725      | 40,87        |       |
| Silésie               | 1 172 343      | 51,34          | 1 111 205    | 48,66        |       |
| Sainte-Croix          | 229 895        | 36,39          | 401 863      | 63,61        |       |
| Varmie-Mazurie        | 343 483        | 51,71          | 320 797      | 48,29        |       |
| Grande-Pologne        | 1 030 175      | 55,17          | 837 129      | 44,83        |       |
| Poméranie-Occidentale | 496 666        | 58,03          | 359 267      | 41,97        |       |
| Étranger et navires   | 383 722        | 63,49          | 220 637      | 36,51        |       |
| Pologne               | 10 237 286     | 49,11          | 10 606 877   | 50,89        |       |

### Démographie des électeurs
| Démographie               | Trzaskowski KO    | Nawrocki PiS      | Mentzen KWiN      | Braun KKP         | Hołownia TD       | Zandberg Razem    | Biejat NL         | Stanowski Indépendant | Senyszyn SLD      | Jakubiak WR       | Bartoszewicz Indépendant | Maciak RDiP       | Woch BS           |                   |
| Démographie               | Résultats globaux | Résultats globaux | Résultats globaux | Résultats globaux | Résultats globaux | Résultats globaux | Résultats globaux | Résultats globaux     | Résultats globaux | Résultats globaux | Résultats globaux        | Résultats globaux | Résultats globaux | Résultats globaux |
| ------------------------- | ----------------- | ----------------- | ----------------- | ----------------- | ----------------- | ----------------- | ----------------- | --------------------- | ----------------- | ----------------- | ------------------------ | ----------------- | ----------------- | ----------------- |
| Total                     | 31,36 %           | 29,54 %           | 14,81 %           | 6,34 %            | 4,99 %            | 4,86 %            | 4,23 %            | 1,24 %                | 1,09 %            | 0,77 %            | 0,49 %                   | 0,19 %            | 0,09 %            |                   |
| Sexe                      |                   |                   |                   |                   |                   |                   |                   |                       |                   |                   |                          |                   |                   |                   |
| Hommes                    | 28,0              | 28,6              | 19,7              | 7,6               | 4,4               | 4,0               | 2,4               | 1,8                   | 1,3               | 1,0               | 0,6                      | 0,4               | 0,2               |                   |
| Femmes                    | 34,1              | 30,8              | 9,8               | 5,1               | 5,3               | 5,6               | 5,6               | 0,9                   | 1,4               | 0,5               | 0,4                      | 0,4               | 0,1               |                   |
| Âge                       |                   |                   |                   |                   |                   |                   |                   |                       |                   |                   |                          |                   |                   |                   |
| 18–29 ans                 | 13,0              | 11,1              | 34,8              | 5,3               | 4,3               | 18,7              | 5,3               | 2,5                   | 3,3               | 0,8               | 0,5                      | 0,3               | 0,1               |                   |
| 30–39 ans                 | 21,6              | 19,5              | 24,8              | 9,9               | 6,9               | 5,2               | 6,1               | 2,4                   | 1,7               | 0,9               | 0,5                      | 0,4               | 0,1               |                   |
| 40–49 ans                 | 34,2              | 26,9              | 11,2              | 8,6               | 7,1               | 2,2               | 5,0               | 1,5                   | 1,3               | 0,8               | 0,6                      | 0,4               | 0,2               |                   |
| 50–59 ans                 | 36,8              | 36,3              | 7,7               | 6,1               | 4,9               | 1,6               | 3,5               | 0,7                   | 0,6               | 0,8               | 0,6                      | 0,3               | 0,1               |                   |
| 60 ans et plus            | 42,5              | 45,3              | 2,6               | 2,9               | 2,4               | 0,5               | 1,7               | 0,2                   | 0,5               | 0,6               | 0,4                      | 0,3               | 0,1               |                   |
| Niveau d’éducation        |                   |                   |                   |                   |                   |                   |                   |                       |                   |                   |                          |                   |                   |                   |
| Primaire                  | 16,0              | 52,3              | 12,7              | 5,6               | 2,5               | 4,7               | 2,4               | 1,1                   | 1,1               | 0,6               | 0,5                      | 0,4               | 0,1               |                   |
| Professionnel             | 22,1              | 49,2              | 13,2              | 7,4               | 3,0               | 1,2               | 1,7               | 0,4                   | 0,6               | 0,4               | 0,4                      | 0,3               | 0,1               |                   |
| Secondaire                | 28,9              | 29,8              | 17,0              | 6,9               | 4,1               | 5,4               | 3,3               | 1,4                   | 1,3               | 0,8               | 0,5                      | 0,4               | 0,2               |                   |
| Supérieur                 | 38,6              | 19,9              | 12,8              | 5,3               | 6,6               | 5,7               | 5,9               | 1,6                   | 1,8               | 0,9               | 0,5                      | 0,3               | 0,1               |                   |
| Taille de l’agglomération |                   |                   |                   |                   |                   |                   |                   |                       |                   |                   |                          |                   |                   |                   |
| Zone rurale               | 21,7              | 38,1              | 17,4              | 7,7               | 4,7               | 3,2               | 2,9               | 1,1                   | 1,1               | 0,9               | 0,6                      | 0,4               | 0,2               |                   |
| < 50 000 hab.             | 33,9              | 29,5              | 13,6              | 6,5               | 4,6               | 4,3               | 3,6               | 1,1                   | 1,3               | 0,6               | 0,6                      | 0,3               | 0,1               |                   |
| 51 000 – 200 000 hab.     | 38,0              | 23,9              | 13,2              | 5,6               | 5,2               | 4,9               | 4,6               | 1,9                   | 1,2               | 0,7               | 0,4                      | 0,3               | 0,1               |                   |
| 201 000 – 500 000 hab.    | 42,9              | 18,7              | 11,3              | 3,8               | 6,1               | 6,6               | 5,8               | 1,7                   | 1,8               | 0,5               | 0,5                      | 0,2               | 0,1               |                   |
| > 500 000 hab.            | 40,7              | 17,6              | 10,8              | 3,9               | 5,1               | 9,7               | 6,8               | 1,5                   | 2,1               | 0,9               | 0,3                      | 0,5               | 0,1               |                   |
| Profession                |                   |                   |                   |                   |                   |                   |                   |                       |                   |                   |                          |                   |                   |                   |
| Chef d’entreprise         | 37,5              | 17,3              | 19,9              | 7,8               | 5,8               | 2,7               | 4,0               | 1,9                   | 1,1               | 1,0               | 0,5                      | 0,3               | 0,2               |                   |
| Cadre / expert            | 37,4              | 16,9              | 15,0              | 5,0               | 7,2               | 5,2               | 6,7               | 2,2                   | 2,1               | 1,1               | 0,7                      | 0,4               | 0,1               |                   |
| Fonctionnaire / service   | 30,2              | 24,3              | 15,7              | 6,7               | 6,3               | 6,2               | 5,8               | 1,5                   | 1,7               | 0,6               | 0,5                      | 0,3               | 0,2               |                   |
| Agriculteur               | 12,2              | 52,4              | 14,2              | 10,4              | 3,5               | 1,1               | 1,5               | 0,9                   | 1,2               | 1,3               | 0,7                      | 0,5               | 0,1               |                   |
| Ouvrier                   | 17,4              | 36,7              | 21,8              | 10,8              | 4,0               | 2,6               | 2,3               | 1,7                   | 0,8               | 0,7               | 0,6                      | 0,3               | 0,3               |                   |
| Étudiant                  | 16,1              | 10,2              | 26,3              | 4,0               | 4,9               | 25,2              | 5,8               | 1,9                   | 4,0               | 0,8               | 0,3                      | 0,4               | 0,1               |                   |
| Sans emploi               | 19,6              | 33,9              | 18,4              | 8,7               | 6,0               | 5,5               | 3,6               | 1,0                   | 1,4               | 0,5               | 0,4                      | 0,6               | 0,4               |                   |
| Retraité                  | 42,3              | 45,7              | 2,5               | 2,9               | 2,4               | 0,6               | 1,7               | 0,3                   | 0,3               | 0,4               | 0,5                      | 0,3               | 0,1               |                   |
| Autre                     | 24,2              | 28,7              | 18,9              | 8,7               | 5,3               | 5,0               | 4,7               | 1,3                   | 1,5               | 0,8               | 0,4                      | 0,4               | 0,1               |                   |

## Analyse et conséquences
Au premier tour, plus de la moitié des suffrages exprimés se porte sur des candidats de droite et d'extrême droite. Le score cumulé des ultranationalistes Sławomir Mentzen et Grzegorz Braun, qui dépasse les 21 %, est interprété comme la volonté d'un certain nombre d'électeurs, en particulier chez les jeunes, de rompre avec les deux partis traditionnels que sont la Plate-forme civique et Droit et justice,,.
Le résultat du second tour est considéré comme un revers pour le président du Conseil, Donald Tusk, qui espérait éviter une nouvelle cohabitation afin de mener à terme ses projets législatifs et avait défendu une ligne relativement à droite. De son côté, le président de Droit et justice, Jarosław Kaczyński, semble avoir réussi son pari en misant sur un novice en politique, comme en 2015 avec Andrzej Duda.
Alors que plusieurs élus de sa coalition appellent à son départ, Donald Tusk convoque un vote de confiance à la Diète pour le 11 juin 2025. S'il se maintient au pouvoir, une cohabitation plus tendue qu'auparavant est attendue par les analystes à la suite de l'investiture de Karol Nawrocki prévue le 6 août.